# John Vincent
John Vincent (Birmingham, ca. 1879 - Grimsby, 19 januari 1941) was een Brits ontdekkingsreiziger.

## Biografie
Vincent werkte als matroos op de Endurance-expeditie van Ernest Shackleton in 1914. De expeditie strandde op Elephanteiland. Dit eiland werd echter zelden aangedaan door walvisvaarders, waardoor de kans dat ze gered werden klein was.
Shackleton koos zes mannen om een lange zeetocht te maken naar Zuid-Georgia, dat 1.300 kilometer verder lag. Vincent was een van de zes mannen die aan boord mochten van de James Caird, de sterkste reddingssloep. Vijftien dagen na hun vertrek op Elephanteiland bereikte het zestal Zuid-Georgia. Ernest Shackleton, Frank Worsley en Thomas Crean zochten naar hulp op het eiland. Dat vonden ze in walvishaven Stromness.
Tijdens de Eerste Wereldoorlog werkte hij op een schip in de Middellandse Zee. Het schip werd getorpedeerd, maar Vincent overleefde. Tijdens de Tweede Wereldoorlog werkte hij op het schip Alfredian. Toen hij longontsteking kreeg op het schip werd hij naar het ziekenhuis van Grimsby gebracht, waar hij in 1941 overleed.